# 福伊特格拉维塔
福伊特格拉维塔（德語：Voith Gravita）是福伊特生产的一系列带有中央驾驶室的液力传动柴油机车型号。它可根据用于调车或轻载、中型载重货运业务而提供二轴至四轴的多种配置。

## 历史
作为知名的液力传动和机车配件制造商，福伊特于2006年开始了机车制造业务，并在同年推出了千里马型机车。而格拉维塔的首台原型机是在2008年的柏林轨道交通技术展首次亮相。同年7月28日，德国铁路宣布将斥资2.5亿欧元订购130台格拉维塔的变体版本用作调车机车。其中BB10版本被定型为261型，BB15版本被定型为265型。

## 版本
格拉维塔共提供功率范围在400千瓦至2,200千瓦之间的5款不同的变体。除了四轴的10BB（10LBB）、15BB（15LBB）和20BB外，还有三轴的版本5C（5LC），以及用于窄轨铁路的六轴15LCC。
- 20BB 用于区域及跨境运输
- 15BB 用于重载调车及干线运输
- 10BB 用于调车及货运，以及简配用于企业运输
- 5C 用于重载调车及轻载货运，
- 5B 用于窄轨轻载调车

10BB版本的机车配备有一台MTU提供的4000型V8发动机，点状列车控制装置、无线电遥控装置和调车连接器。15BB和15LBB版本则搭载有V12或V16的同一型号发动机。格拉维塔15LBB的车辆审批最初存在问题。但在经过轮轴无法过载的检测后，原本设置的70,000公里限制被取消 。

## 技术特点
机车的结构采用自承式车架设置。较长的突出部分为发动机及齿轮箱，较短的突出部分为电气设备。驾驶室占据了整个宽度，两侧的突出部分可以通行，并设有进入驾驶室的通道。车门设于每个行驶方向的左侧。缓冲器和端面粱之间的端面是一个圆筒状的变形件。底盘由转向架上的灵活浮动弹簧支撑。低位铰接的拉压杆则负责输送牵引力及制动力。在德国铁路运用的机车还拥有中空驱动轴和整体式轮对。
液力传动是在机械传动的下游，它们可以根据调车用途或干线用途在停车状态下进行选择。

## 运用
10BB和15BB版本的机车最初是通过奥克斯牵引公司（Ox-Traction）提供租赁服务，但该公司已于2010年8月结业。如今的18台10BB版本，包括德国铁路所使用的10台260型机车，均由机车租赁公司北方铁路（Northrail）所持有。其中前3台机车的租用方随着使用需求一直在变化。第8台交付的机车（生产编号为10052）使用了德国铁路的定型方案，被编号为260 001号；其余的则采用260 502号至510号的连续编号。
另有5台格拉维塔10BB版本被定型为Em847型并交付瑞士企业蓋拉芬根制铁和Panlog股份公司（Panlog AG）使用，其中前者持有2台，后者持有3台。
自2010年12月起，由德国铁路订购的130台新造机车被定型为261型，并开始交付德铁辛克铁路。它们首先被用于汉堡地区（配属马申编组站）和哈勒的调车工作。它们将取代291型、295型和298型柴油机车担当重载调车任务，而这些机车部分已运用超过40年。261型与260型机车的区别在于内置了柴油碳微粒濾清器，它们的使用是德国铁路早在订购130台机车时便已决定。
2台格拉维塔10BB版本于2011年9月交付萨尔铁路（Saar Rail）使用 
。
格拉维塔15BB版本是在2010年的柏林轨道交通技术展中面世。2012年3月中旬，德国铁路宣布将之前订单中的31台机车以15LBB的版本交付。2012年10月，功率为1,800千瓦、这一版本的首台机车竣工，它被定型为265型，并使用265 001号的编号。
根据与科隆港口及货物运输签订的协议，用于对福伊特机车进行保养维护的维修车间已在科隆附近的布吕尔建成。

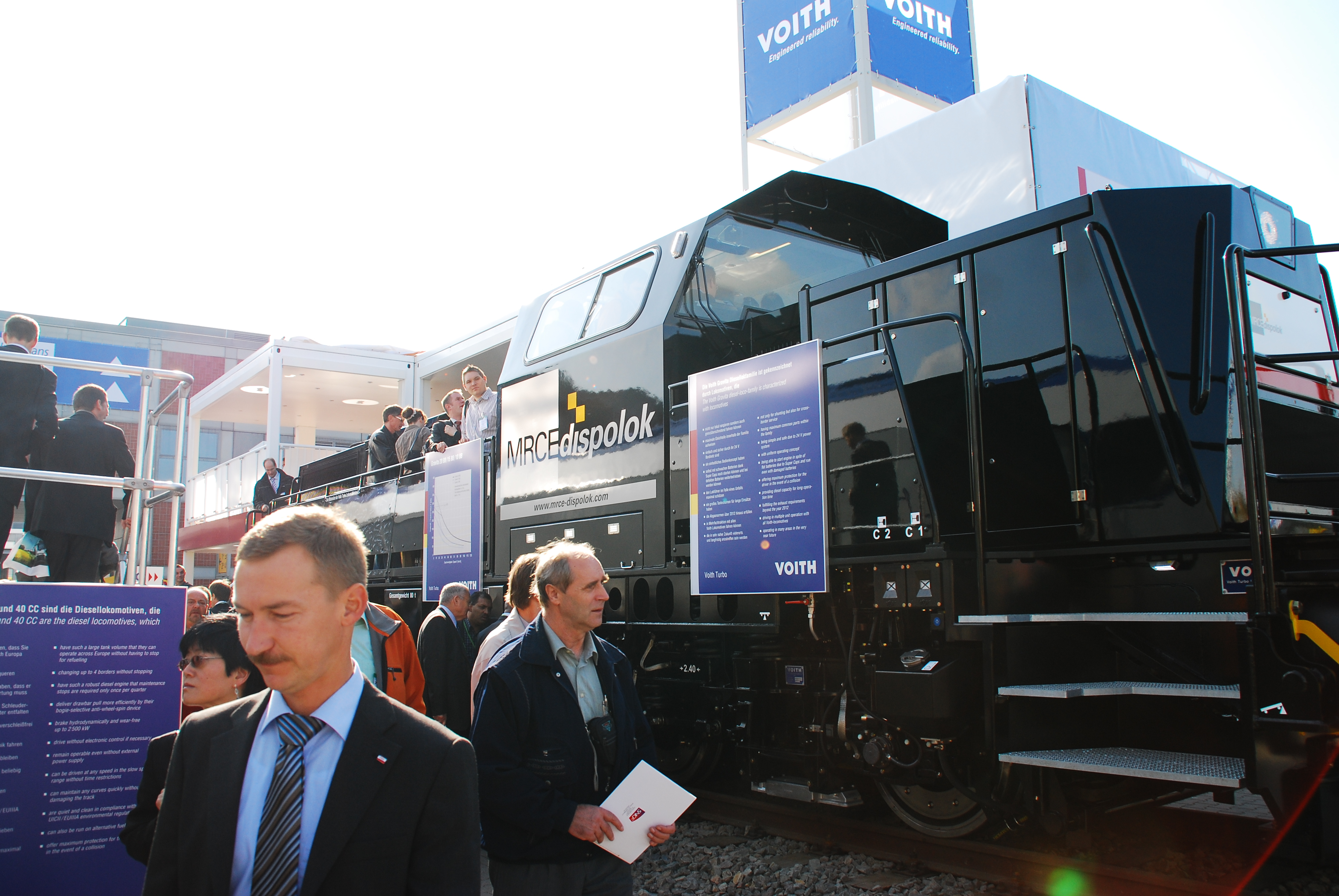
于2008年柏林轨道交通技术展（德语：InnoTrans）中展示的原型机
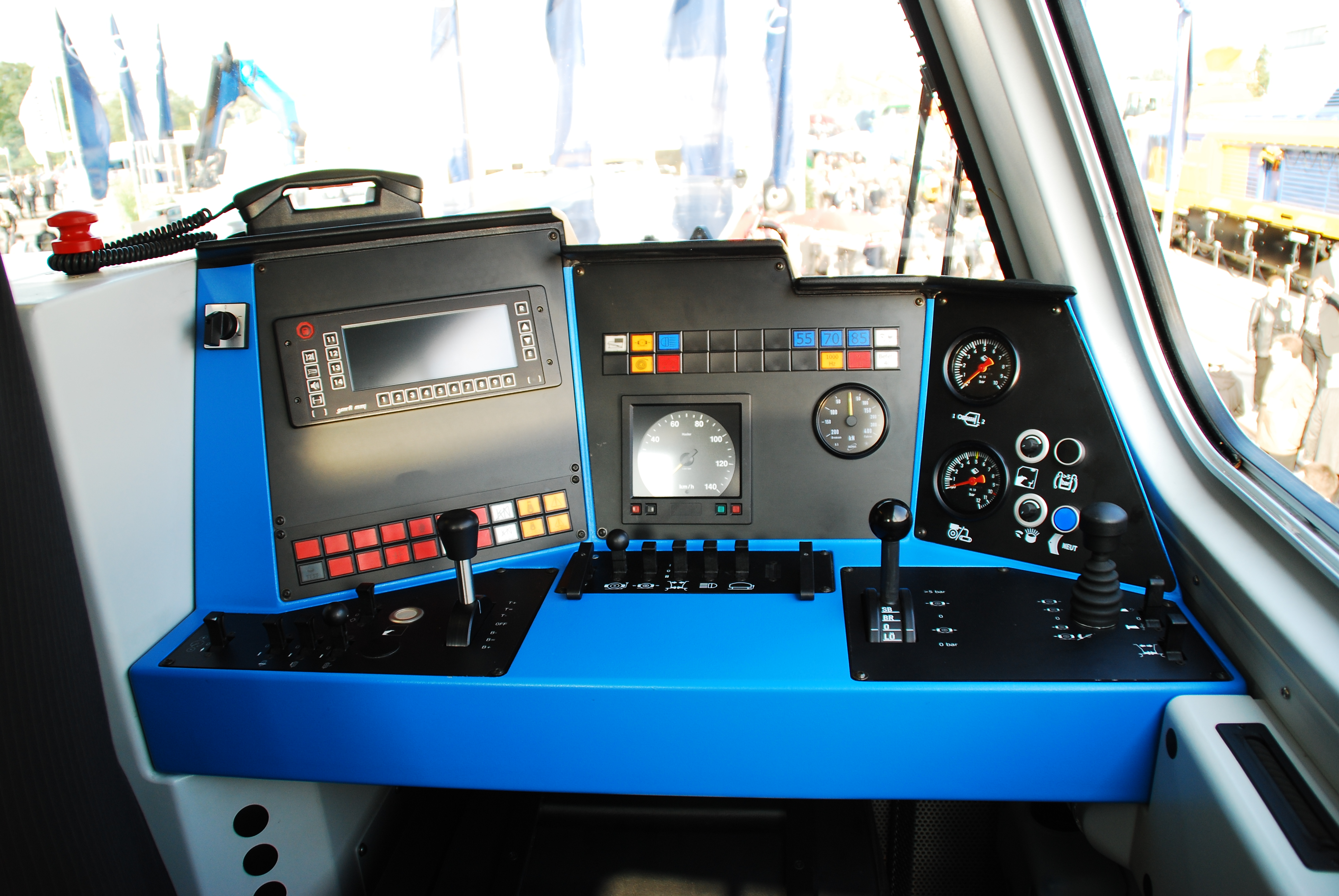
格拉维塔驾驶室
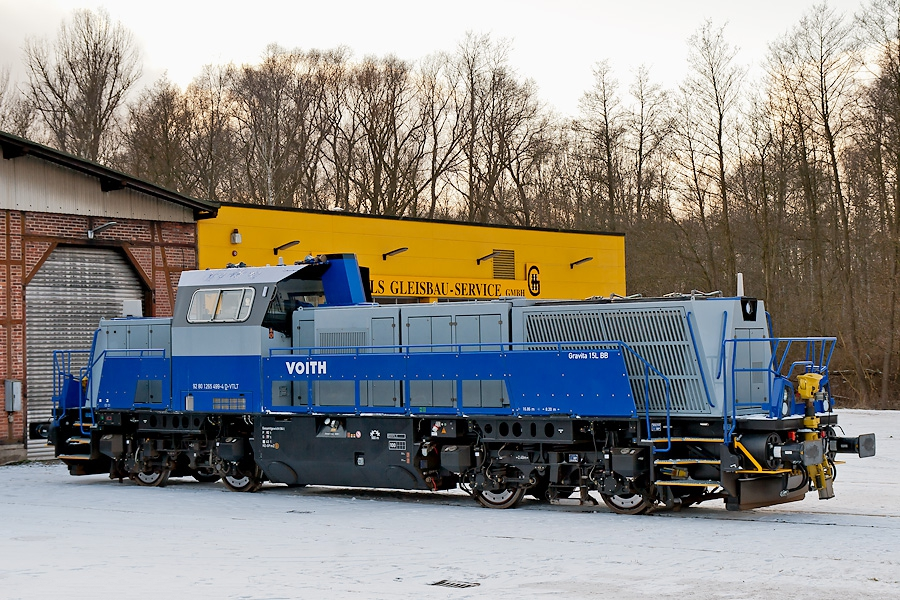
格拉维塔15LBB
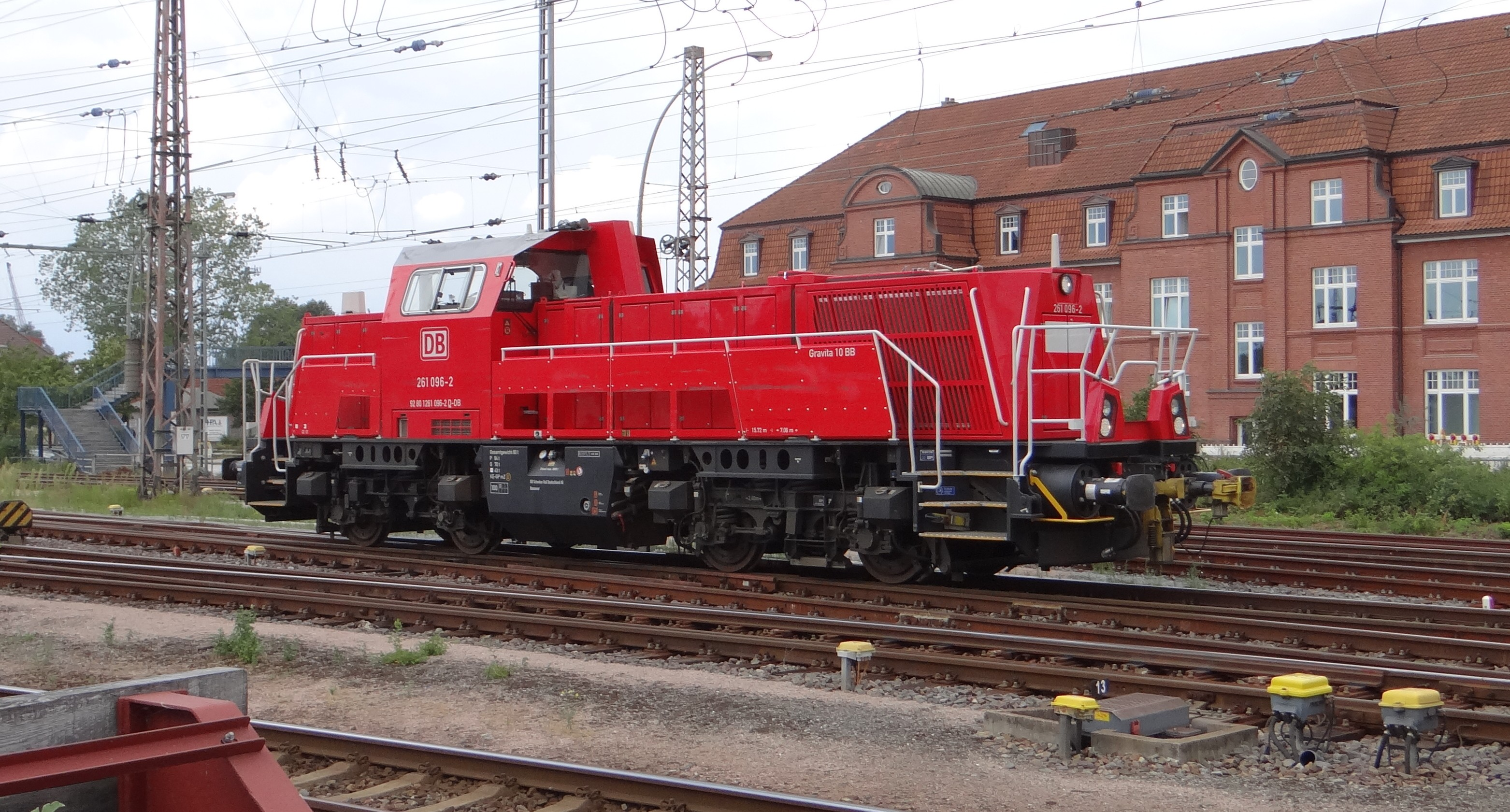
德国铁路261型机车
德国铁路261 020号机车